# ジャンニ・レオーニ
ジャンニ・レオーニ（Gianni Leoni 、1915年3月1日 - 1951年8月15日）はイタリアのコモ出身のオートバイレーサーである。最初期のロードレース世界選手権で活躍した。

## 略歴
グランプリでのベストシーズンはブルーノ・ルフォに次いでシーズンランキング2位となった1950年。翌1951年にもカルロ・ウビアリに続いてランキング2位となっている。1949年に世界選手権となったイタリアGPの初代勝者でもあった。
レオーニは1951年のアルスターGPの練習中の事故により死亡した。コースを一緒に走っていたモト・グッツィのチームメイトであるサンテ・ジェミニアーニとエンリコ・ロレンツェッティが急遽ピットインしたのに気が付かず、何かあったのか心配したレオーニが彼らを探すためにコースを逆走していたところにピットアウトした二人がさしかかり、避け切れなかったレオーニとジェミニアーニが100km/h以上のスピードで衝突したのである。この事故でジェミニアーニも死亡している。

## ロードレース世界選手権での戦績
1949年のポイントシステム
| 順位     | 1  | 2 | 3 | 4 | 5 | ファステストラップ |
| ポイント | 10 | 8 | 7 | 6 | 5 | 1                  |

1950年から1968年までのポイントシステム
| 順位     | 1 | 2 | 3 | 4 | 5 | 6 |
| ポイント | 8 | 6 | 4 | 3 | 2 | 1 |

- 凡例
- ボールド体のレースはポールポジション、イタリック体のレースはファステストラップを記録。

| 年   | クラス | チーム         | 1     | 2     | 3     | 4     | 5     | 6     | 7     | ポイント | 順位 | 勝利数 |
| ---- | ------ | -------------- | ----- | ----- | ----- | ----- | ----- | ----- | ----- | -------- | ---- | ------ |
| 1949 | 125cc  | モンディアル   |       | SUI - | NED - |       |       | ITA 1 |       | 11       | 5位  | 1      |
| 1949 | 250cc  | モト・グッツィ | IOM - | SUI - |       |       | ULS - | ITA 2 |       | 8        | 8位  | 0      |
| 1949 | 500cc  | モト・グッツィ | IOM - | SUI - | NED - | BEL - | ULS - | ITA 4 |       | 6        | 10位 | 0      |
| 1950 | 125cc  | モンディアル   | NED 2 | ULS - | ITA 1 |       |       |       |       | 14       | 2位  | 1      |
| 1951 | 125cc  | モンディアル   | SPA - |       | IOM 3 | NED 1 |       | ULS - | ITA - | 12       | 2位  | 1      |
| 1951 | 250cc  | モト・グッツィ |       | SUI 3 | IOM - |       | FRA 2 | ULS - | ITA - | 10       | 5位  | 0      |